# Estádio Giuseppe Meazza
O Stadio Giuseppe Meazza, também conhecido como San Siro, é um estádio situado na cidade de Milão, na Itália. Neste estádio jogam como mandantes o Internazionale e o Milan, e durante alguns anos foi o maior estádio do mundo, com capacidade que chegou a 140 mil pessoas, números gradativamente minorados por questões de segurança. Ainda é o maior estádio italiano.
O estádio começou a ser construído em 1925, sendo inaugurado em 19 de Setembro de 1926 com um clássico entre Inter e Milan. Situa-se no distrito de San Siro, daí o nome popular do estádio. O custo da obra na época foi de cerca de 5 milhões de libras. Sua última grande reforma, originando o terceiro anel, foi realizada em função da Copa do Mundo FIFA de 1990, na qual o estádio recebeu o jogo de abertura. Outra partida do torneio terminou simbólica mesmo não envolvendo a seleção italiana: o confronto entre Alemanha Ocidental e Países Baixos reuniu de cada país um trio pertencente à dupla milanesa, com os alemães da Inter (Andreas Brehme, Jürgen Klinsmann e Lothar Matthäus) e os neerlandeses do Milan (Ruud Gullit, Frank Rijkaard e Marco van Basten).
Inicialmente, era o estádio do Milan. Só mais tarde, a partir da década de 1940, a Internazionale (que mandava suas partidas na Arena Civica) começou a também mandar partidas no San Siro, que tornou-se propriedade da prefeitura de Milão, embora seja administrado em conjunto pelos dois clubes. No dia 3 de março de 1980, o estádio foi rebatizado oficialmente como Giuseppe Meazza em homenagem ao jogador, morto um ano antes. É comum ser divulgado que, por ter Meazza se destacado mais na Inter, é pela torcida interista que o estádio é mais comumente chamado pelo nome oficial, ao passo que os milanistas em geral ainda preferem usar o nome "San Siro" para referir-se ao estádio. Na realidade, porém, apenas uma pequena e mais fanática parcela dos torcedores da Inter usam o nome oficial, já se tendo apurado que a maioria da própria torcida nerazzurra não é intransigente e usa cotidianamente o nome popular de "San Siro" - o que seria até motivo de mágoa para a família do ex-jogador perante torcida e imprensa.
Em 2007 a cantora italiana Laura Pausini realizou um show histórico, ao se tornar a primeira mulher a cantar no estádio com um público de 75 mil pessoas. O show ocorreu durante uma grande tempestade que caía sobre Milão aquela noite, se tornando em um dos maiores shows realizados naquele país. Em 2019, foi anunciado que o estádio vai ser demolido e construído um novo numa zona próxima. O local onde se encontra vai ser ocupado por um parque de estacionamento ou campos para equipas secundárias.

## Estrutura
- Primeiro Anel: 28.161
- Segundo Anel: 32.368
- Terceiro Anel: 19.545
- Capacidade dos anéis: 80.074
- Camarotes: 300
- Tribuna de honra: 304
- Cadeiras Especiais: 223
- Deficientes: 244 (com 244 acompanhantes)
- Campo: 105m x 68m[7]

## Museu e loja
O Museu do San Siro, único na Itália que funciona dentro de um estádio, foi inaugurado no dia 5 de outubro de 1996. Criado a partir de uma coleção particular e constantemente ampliado com novos objetos, ele conta a história da Inter e do Milan através de uma série de relíquias únicas no mundo: camisas históricas (de Rivera a Mazzola, de Pelé a Maradona, de Zidane a Cruijff), copas e troféus, bolas, chuteiras, objetos de arte, lembranças de vários tipos sobre a lenda do futebol mundial, mas principalmente no coração dos apaixonados por este esporte.
Na sala de cinema que existe dentro do museu, é exibido diariamente um sugestivo filme dedicado ao Milan, à Inter e à história do Estádio do San Siro: imagens de momentos de grandes estrelas que jogaram neste gramado. Para um encontro especial com os jogadores, existe uma sala dentro do museu com 24 estátuas em tamanho natural de Walter Zenga, Giuseppe Bergomi, Giacinto Facchetti, Sandro Mazzola, Luis Suárez Miramontes, Christian Vieri, Javier Zanetti, Lothar Matthäus, Giuseppe Meazza, Armando Picchi, Karl-Heinz Rummenigge e Helenio Herrera como ícones da Internazionale; e Fabio Cudicini, Ruud Gullit, Marco van Basten, Frank Rijkaard, Nils Liedholm, Gunnar Nordahl, Paolo Maldini, Cesare Maldini, Franco Baresi, Gianni Rivera, Giovanni Trapattoni e Nereo Rocco representando o Milan (ainda que alguns tenham trabalhado nos dois clubes, casos de Vieri, Meazza e Trapattoni).
Nos dias em que não há eventos no estádio, é possível também fazer um visita inesquecível a alguns pontos do San Siro como: a tribuna de honra, os vestiários, o banco de reservas e o campo.

## San Siro Store
Os torcedores encontram de camisas oficiais dos campeões da Inter e do Milan até os mais curiosos objetos, podendo levar para casa uma recordação única do estádio. A loja tem um duplo papel: durante a semana, os seus espaços são divididos entre Inter e Milan. Já nos dias de partida, o local se transforma, dedicando-se inteiramente à uma só equipe da casa.

## Principais Partidas

### Finais da Liga dos Campeões da UEFA
| Data               | Edição  | 1ª seleção        | Placar                               | 2ª seleção         | Público |
| ------------------ | ------- | ----------------- | ------------------------------------ | ------------------ | ------- |
| 27 de maio de 1965 | 1964-65 | Internazionale    | 1 - 0                                | Benfica            | 85,000  |
| 6 de maio de 1970  | 1969-70 | Feyenoord         | 1 - 0 Prorrogação 1 - 1 Tempo Normal | Celtic             | 50,000  |
| 23 de maio de 2001 | 2000-01 | Bayern de Munique | 5 - 4 Pênaltis 1 - 1 Tempo Normal    | Valencia           | 71,500  |
| 28 de maio de 2016 | 2015-16 | Real Madrid       | 5 - 3 Pênaltis 1 - 1 Tempo Normal    | Atlético de Madrid | 71,942  |

### Copa do Mundo de 1934
| Data       | Fase             | 1ª seleção | Placar | 2ª seleção    | Público |
| ---------- | ---------------- | ---------- | ------ | ------------- | ------- |
| 27 de maio | Oitavas-de-Final | Suíça      | 3 – 2  | Países Baixos | 33,000  |
| 31 de maio | Quartas-de-Final | Alemanha   | 2 – 1  | Suécia        | 3,000   |
| 3 de junho | Semifinal        | Itália     | 1 – 0  | Áustria       | 35,000  |

### Copa do Mundo de 1990

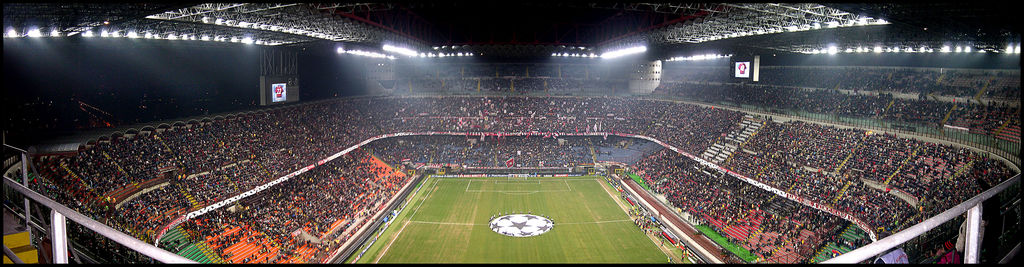
Panorama do estádio.

| Data        | Fase              | 1ª seleção         | Placar | 2ª seleção             | Público |
| ----------- | ----------------- | ------------------ | ------ | ---------------------- | ------- |
| 8 de junho  | 1ª Fase - Grupo B | Argentina          | 0 – 1  | Camarões               | 73,780  |
| 10 de junho | 1ª Fase - Grupo D | Alemanha Ocidental | 4 – 1  | Iugoslávia             | 74,765  |
| 15 de junho | 1ª Fase - Grupo D | Alemanha Ocidental | 5 – 1  | Emirados Árabes Unidos | 71,169  |
| 19 de junho | 1ª Fase - Grupo D | Alemanha Ocidental | 1 – 1  | Colômbia               | 72,510  |
| 24 de junho | Oitavas-de-Final  | Alemanha Ocidental | 2 – 1  | Países Baixos          | 74,559  |
| 1º de julho | Quartas-de-Final  | Alemanha Ocidental | 1 – 0  | Tchecoslováquia        | 73,347  |

## Fotos

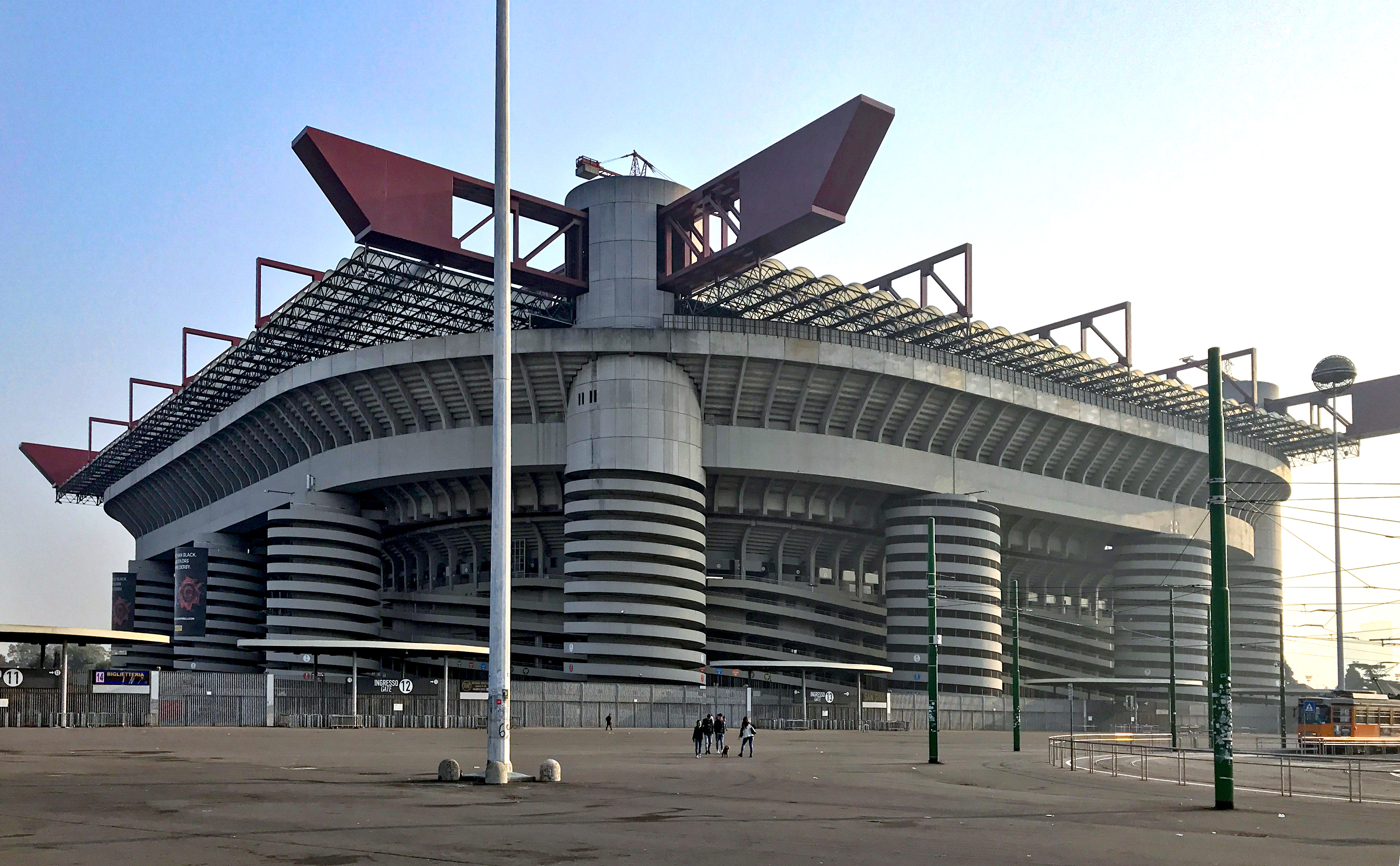
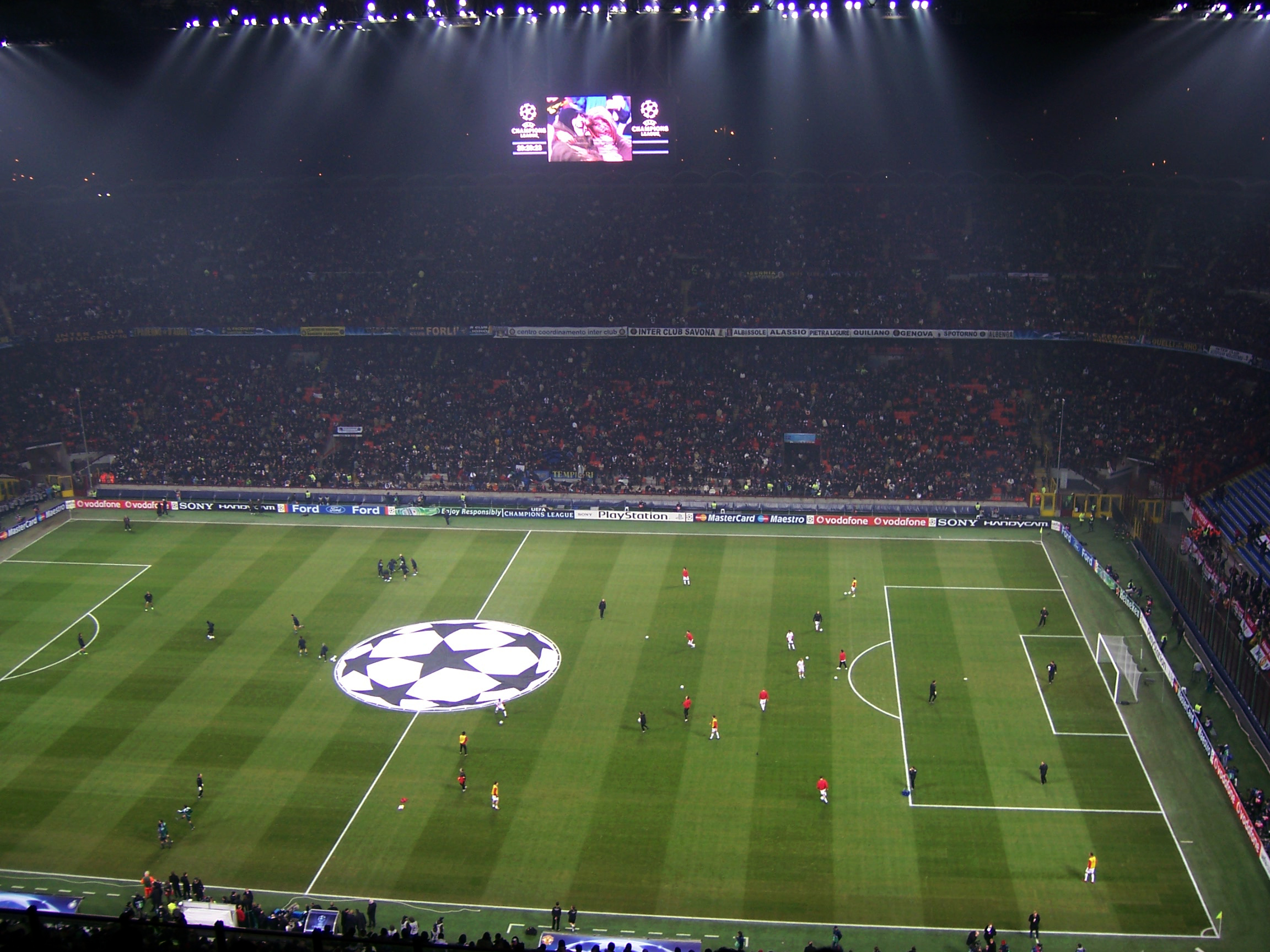
Inter e Manchester United pela UEFA Champions League.
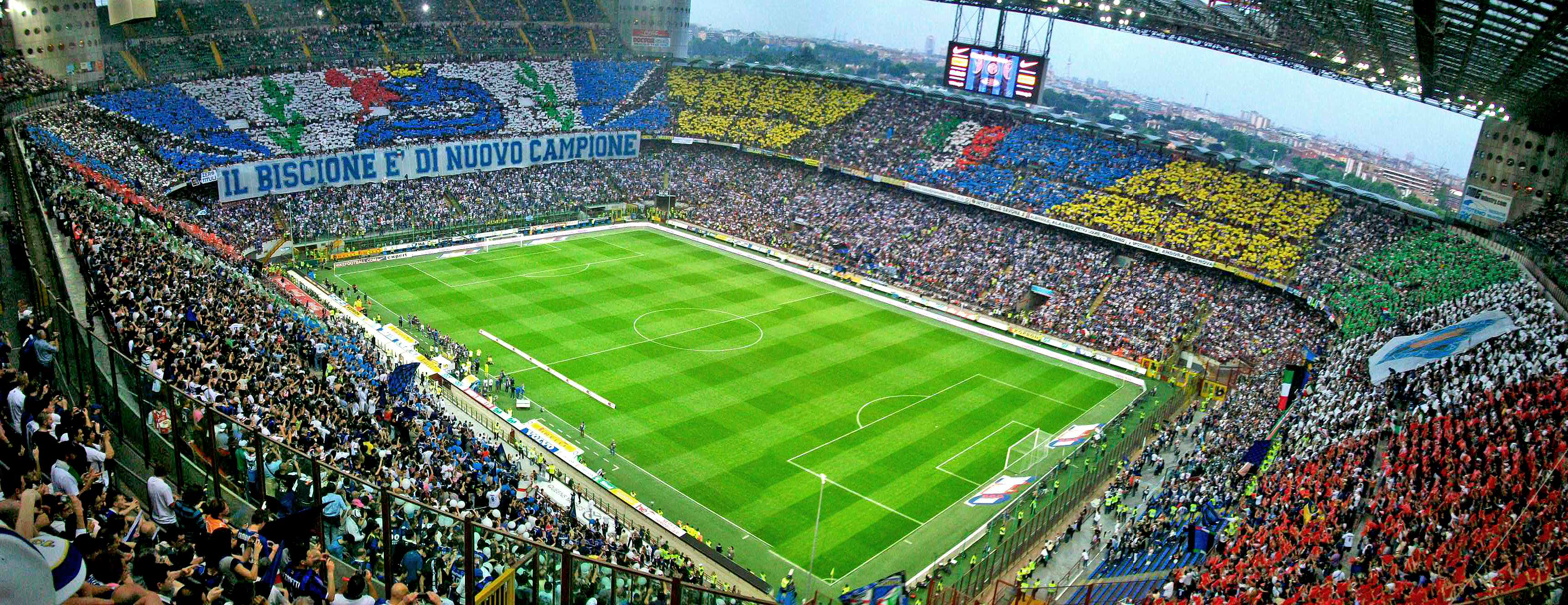
Panorama interior.
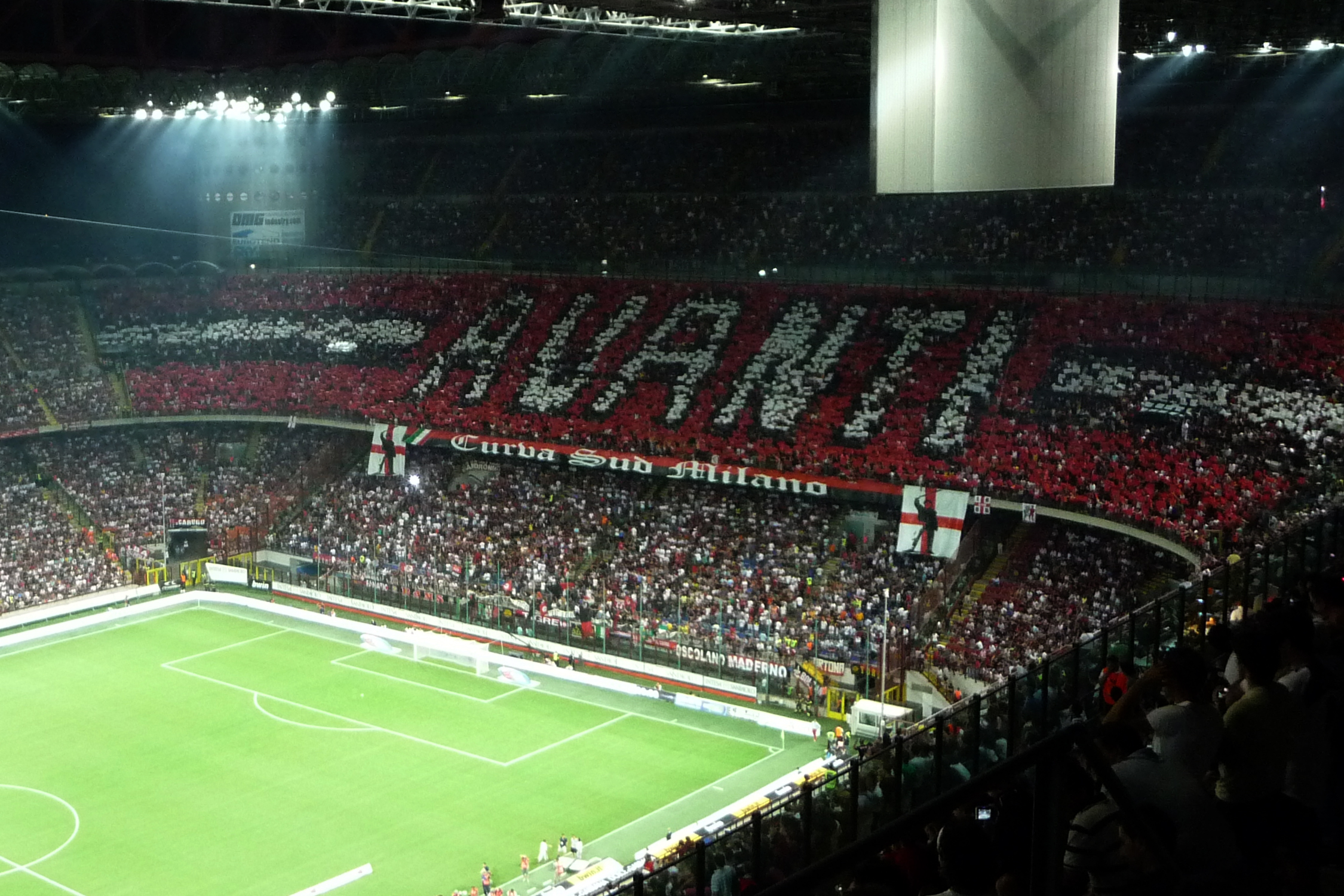
Um Derby della Madonnina no San Siro.

## Localização
- Google Earth: 45 28 41.46 N 9 07 22.41 E